# クレイク・オブライエン・コーンスウィート錯視

クレイク・オブライエン・コーンスウィート錯視。左側は右側よりも暗く見える。しかし、物理的な輝度は等しい。

上と同様の画像だが、中央のエッジ部分を隠したもの。左側と右側は、今度は同じ明るさに見える。

錯視の輝度部分と、明るさの見えを示したもの。

クレイク・オブライエン・コーンスウィート錯視（クレイク・オブライエン・コーンスウィートさくし、Craik-O'Brien-Cornsweet illusion）は、コーンスウィート錯視やクレイク・オブライエン錯視としても知られる錯視で、クレイクとオブライエンにより1960年代に報告された。クレイクとオブライエンは類似する現象をそれ以前に観察していた。
右の画像では、中心の"エッジ"の右側にある領域全体は、左側よりも少し明るく見える。しかし、左右の領域の明るさは、実際には全く同じであり、エッジを含む中心の領域を隠せば、両者は同じ明るさに見える。
この現象は、同時対比やマッハバンドなどの有名な効果と類似しているが、2つの重要な点で異なっている。
- マッハバンドでは、この効果が現れるのは輝度勾配のすぐ近くのみであった。この錯視では、とても小さな領域(中心の"エッジ")が、エッジから遠く離れた広い領域全体の知覚に影響する。
- この錯視では、エッジの明るい側に接した領域が明るく見え、エッジの暗い側に接した領域は暗く見える。これは、通常の対比現象とは反対の結果である。

右の3番目の画像は、この効果への通常の説明を示している。この図形よりも、はるかに劇的で説得力のある錯視図形が、Purves, Lotto, and Nundyらの論文で示されている。これは、照明下での物体を用いた、半現実的な状況に刺激を置いたものである。論文の著者は、これらの錯視についての理論的な説明をしており、視覚系や脳は反射のような経験をもとに知覚を生成すると彼らは考えている。彼らの言葉では、...知覚は網膜に投影した像の特徴や、その像を生じるオブジェクトの性質に対応するのではなく、過去に似たような刺激と共に提示されたものに対応している。

### より進んだ文献
- Purves D, Shimpi A, Lotto RB (1999) An empirical explanation of the Cornsweet effect. J. Neurosci. 19:8542-8551.
- Purves D, Lotto RB (2003) Why We See What We Do: An Empirical Theory of Vision. Sunderland, MA: Sinauer Associates.
- Purves D, Lotto RB (2004) The Cornsweet effect. Encyclopedia of Neuroscience, 3rd edition Elsevier Science Publishing Co.